# قويدر ميموني
قويدر ميموني (مواليد عام 1977 في وهران)، هو كاتب روائي جزائري، فازت روايته «إل كامينو دي لا مويرتي» بجائزة كتارا للرواية العربية لعام 2024م.
ولد عام 1977م بمدينة وهران (شمال غرب الجزائر)، حاصل على شهادة جامعية في علوم الأرض ويعمل كاستشاري في الهندسة المدنية. ورغم أن دراسته هندسية، إلا أن ميوله الأدبية هي التي تطغى، كما يوضح قائلاً: “دراساتي هندسية لكن ميولي أدبية بسبب عشقي للحرف”.

## من مؤلفاته
- رواية: «إل كامينو دي لا مويرتي».
- رواية: «رسائل إلى تافيت» (2019).
- مجموعة قصص «وهران… مقبرة العشاق» (2023).
- رواية: «ما لا يخفيه الظلام»(2024).

## وصلات خارجية
- صفحة كتبه على موقع غودريدرز